# Rhaphidorrhynchium dallii
Rhaphidorrhynchium dallii är en bladmossart som beskrevs av Brotherus 1925. Rhaphidorrhynchium dallii ingår i släktet Rhaphidorrhynchium och familjen Sematophyllaceae. Inga underarter finns listade i Catalogue of Life.